# Ungarische Badminton-Mannschaftsmeisterschaft 2020
Die Ungarische Badminton-Mannschaftsmeisterschaft 2020 war die 52. Auflage des Teamwettstreits in Ungarn. Es wurde ein Wettbewerb für gemischte Mannschaften ausgetragen. Meister wurde das Team von Tisza Tollas SE.

## Endstand
| Platz | Mannschaft                       |
| ----- | -------------------------------- |
| 1.    | Tisza Tollas SE                  |
| 2.    | Pécsi Multi Alarm SE             |
| 3.    | Fehérvár BSE                     |
| 4.    | Debreceni TC-DSC-SI              |
| 5.    | Hajdúszoboszlói TSE              |
| 6.    | Nemzeti Közszolgálati Egyetem SE |